# Marija Vrajić
Marija Vrajić Trošić (ur. 23 września 1976 w Osijeku) – chorwacka lekkoatletka specjalizująca się w biegach długodystansowych. Olimpijka.
Vrajić w sierpniu 2016 wystartowała w olimpijskim maratonie – podczas biegu w Rio de Janeiro uzyskała czas 2:59:24, zajmując 119. pozycję.
Medalistka mistrzostw świata i Europy w biegach ultramaratońskich na dystansach 50 i 100 kilometrów.
Rekordzistka Chorwacji w biegu na 100 kilometrów – 7:27:11 (12 września 2015, Winschoten).
Rekord życiowy: maraton – 2:40:41 (6 marca 2016, Treviso).

## Osiągnięcia
| Rok  | Impreza              | Miejsce        | Konkurencja | Pozycja      | Wynik   |
| ---- | -------------------- | -------------- | ----------- | ------------ | ------- |
| 2016 | Igrzyska olimpijskie | Rio de Janeiro | maraton     | 119. miejsce | 2:59:24 |